# Emmerzhausen
Emmerzhausen település Németországban, Rajna-vidék-Pfalz tartományban. Lakosainak száma 686 fő (2023. december 31.).

## Népesség
A település népességének változása:
| Lakosok száma | 715  | 672  | 673  | 654  | 668  | 686  |
|               | 1975 | 2017 | 2019 | 2021 | 2022 | 2023 |